# آباسنا
آباسنا (نام علمی: Abacena) نام یک سرده از تیره شاپرکان جغدی است.
آباسنا  یک جنس از خانواده acontiinea  و زیر خانواده noctuidea یا شاپرکان جغدی می باشد 